# Mezoregion Wysoczyzny Białostockiej
Mezoregion Wysoczyzny Białostockiej (II.14) – mezoregion przyrodniczo-leśny w Krainie Mazursko-Podlaskiej.
Mezoregion położony jest w północno-wschodniej Polsce w woj. podlaskim. Graniczy z mezoregionami: Kotliny Biebrzańskiej, Górnej Biebrzy, Puszczy Knyszyńskiej, Puszczy Białowieskiej (Kraina Mazursko-Podlaska) oraz Zambrowsko-Bielskim (Kraina Mazowiecko-Podlaska). Powierzchnia mezoregionu wynosi 3875 km².
Lasy i ekosystemy seminaturalne zajmują ok. 22% powierzchni regionu, z czego lasy, tworzące małe i średnie kompleksy – 19% (około 751km²). 58% powierzchni lasów zarządzanych jest przez Regionalną Dyrekcję Lasów Państwowych w Białymstoku (nadleśnictwa: Czarna Białostocka – bez części południowej, Knyszyn – część północna, Supraśl – część południowa, Krynki – bez części zachodniej, Waliły – część południowa i wschodnia, Żednia – część południowa, Dojlidy – część centralna, Bielsk – część północna, Browsk – część północno-zachodnia).
Dominują krajobrazy naturalne peryglacjalne pagórkowate, rzadziej równinne i faliste. Niewielkie powierzchnie zajmują krajobrazy zalewowych den dolin – akumulacyjne.
Budowa geologiczna jest złożona. Dominują gliny zwałowe, piaski i żwiry lodowcowe zlodowacenia środkowopolskiego, częściowo w morenach czołowych. Rzadsze są piaski i mułki kemów, piaski i żwiry sandrowe oraz iły, mułki i piaski zastoiskowe. W okolicy Moniek występują duże powierzchnie piasków i mułków kemów. W nielicznych zagłębieniach terenu i dolinach rzecznych spotykane są holoceńskie piaski, żwiry, mady rzeczne, torfy i namuły.
W krajobrazie roślinnym w części południowej mezoregionu znajdują się śródlądowe bory sosnowe i borów mieszanych w odmianie subborealnej z dużym udziałem łęgów jesionowo-olszowych i olsów oraz borów mieszanych
i grądów w odmianie subborealnej.